# 梁少文
梁少文（2002年6月12日—），陕西蒲城人，中国职业足球运动员，司职后卫，目前效力于中超球队北京国安。

## 生平
2002年6月12日生于蒲城，但其成长在西安，幼儿园和小学都是在西安学习，并且在西安接受到了足球的启蒙。2011年，梁少文凭借出众的身体条件进入到就读的西安车辆厂小学的足球队。四年级的时候，小学校队受邀去锦州参加比赛，决赛时对手为北京市第四十七中学为班底的北京国安，赛后国安觉得其有发展潜力，于是前往北京加入北京国安，被安排北安河小学学习。

## 生涯统计

### 俱乐部
最後更新：2021年6月26日
| 俱乐部   | 赛季 | 联赛 | 联赛 | 联赛 | 杯赛 | 杯赛 | 洲际比赛 | 洲际比赛 | 其他 | 其他 | 总计 | 总计 |
| 俱乐部   | 赛季 | 级别 | 出场 | 进球 | 出场 | 进球 | 出场     | 进球     | 出场 | 进球 | 出场 | 进球 |
| -------- | ---- | ---- | ---- | ---- | ---- | ---- | -------- | -------- | ---- | ---- | ---- | ---- |
| 北京国安 | 2021 | 中超 | 0    | 0    | 0    | 0    | 1        | 1        | 0    | 0    | 1    | 1    |
| 总计     | 总计 | 总计 | 0    | 0    | 0    | 0    | 1        | 1        | 0    | 0    | 1    | 1    |

1. ↑  亚冠出场